# Esther Morales Cañadas
Esther Morales-Cañadas (Sevilla) és una musicóloga especialitzada en música espanyola dels segles xvii i XVIII.
Esther va iniciar els seus estudis en Filosofia i Lletres, especialitzant-se en Història de l'Art; compaginant aquests estudis amb els de Música a la seva ciutat natal. Va aconseguir una beca per estudiar a l'estranger i va poder anar a completar els seus coneixements amb estudis regulars en Salzburg (Àustria), on se centrava en el Clavecín i en Musicologia. Finalment es doctora en Musicologia amb les assignatures complementàries de Filologia Romànica i Història de l'Art a la Universitat alemanya de Münster.
Acabats els seus estudis comença la seva carrera com a solista i com a conferenciant sobre temes musicals i literaris, duent a terme publicacions tant científiques com a literàries. A més també treballa com a docent en Escoles de Música i a la Universitat “Friedrich-Schiller” de Jena, on és lectora.
Entre les seves publicacions destaquen: La expansión y propagación del Quijote a través de la música; Antonio Soler, un visionario ilustrado. Intento musical y biográfico razonado.